# Деревянная церковь села Хиришены
Церковь Успения Пресвятой Богородицы (рум. Biserica de lemn din Hirișeni) — деревянный православный храм, построенный в 1642 году в молдавском селе Хиришены. В 2009 г. церковь перенесена в кишинёвский Музей села. В Кишинёве есть ещё одна церковь, посвящённая Успению Пресвятой Богородицы.
Церковь была возведена в 1642 году жителями села Хиришены, и первоначально располагалась не в этом селе, а в монастыре села Хыржаука. В 1821 году монастырь переехал в другое место, а церковь разобрали и перенесли в Хиришены (ныне Теленештский район), где она продолжала действовать до 1928 года, пока там не был построен каменный храм. Старую церковь продолжили использовать как отпевальную при кладбище.
К началу XXI века здание было в очень плохом состоянии. У него не было крыши, деревянные стены были повреждены дождём и снегом. Этнографический музей Кишинева начал переговоры с жителями села о переносе здания в столицу. В конце концов они согласились, и в 2009 году храм был разобран и перемещён в Кишинёв, где начались реставрационные работы. Реставраторы стремились сохранить столько оригинальных элементов, сколько было возможно, поэтому они использовали оригинальные изделия из дерева и обрабатывали их специальными материалами для повышения долговечности. Крыша была изготовлена заново.
Церковь была освящена осенью 2011 года во имя Успения Пресвятой Богородицы. Это древнейший религиозный памятник Республики Молдова, а также самая большая деревянная церковь в стране — 27 метров в высоту. Варвара Бузилэ, секретарь этнографического музея, заявила, что церковь является единственной в своём роде в Республике Молдова на данный момент (2011). Она сказала: «Северный молдавский стиль этой церкви делает ее схожей с церквями Буковины. В настоящее время у нас нет другой церкви такого типа, у которой бы была такая высота и схожие хорошие пропорции». Известно о существовании ещё одной похожей церкви в Теленештском районе, но она была снесена в 1980-х годах.

### Снос старой церкви

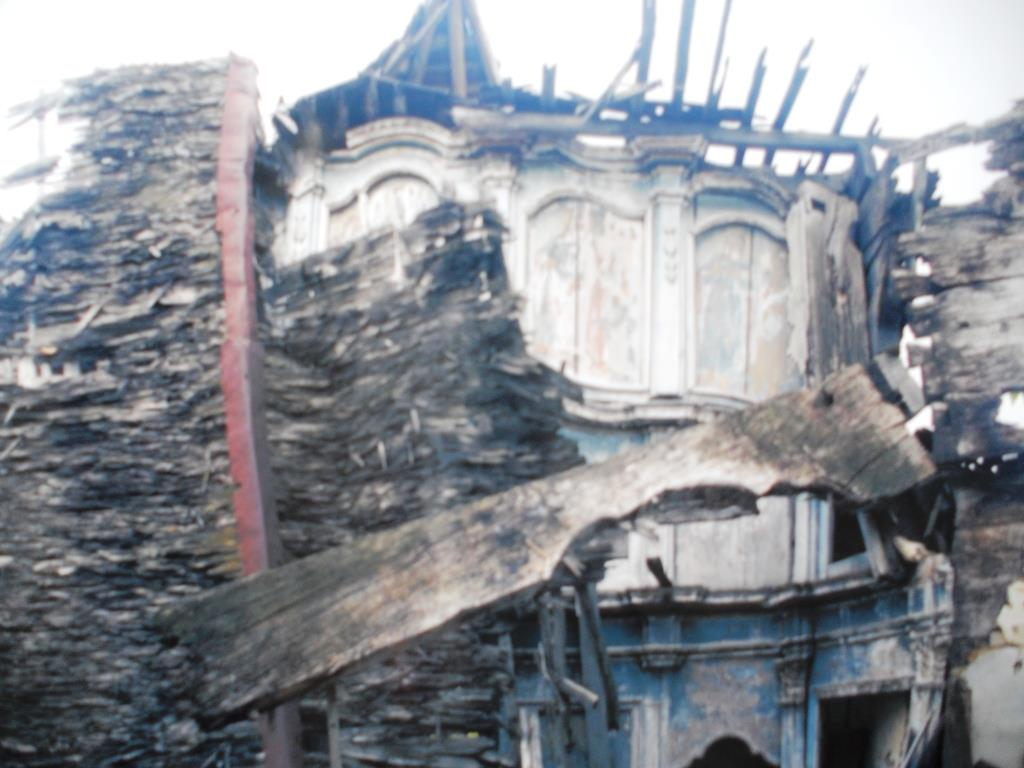
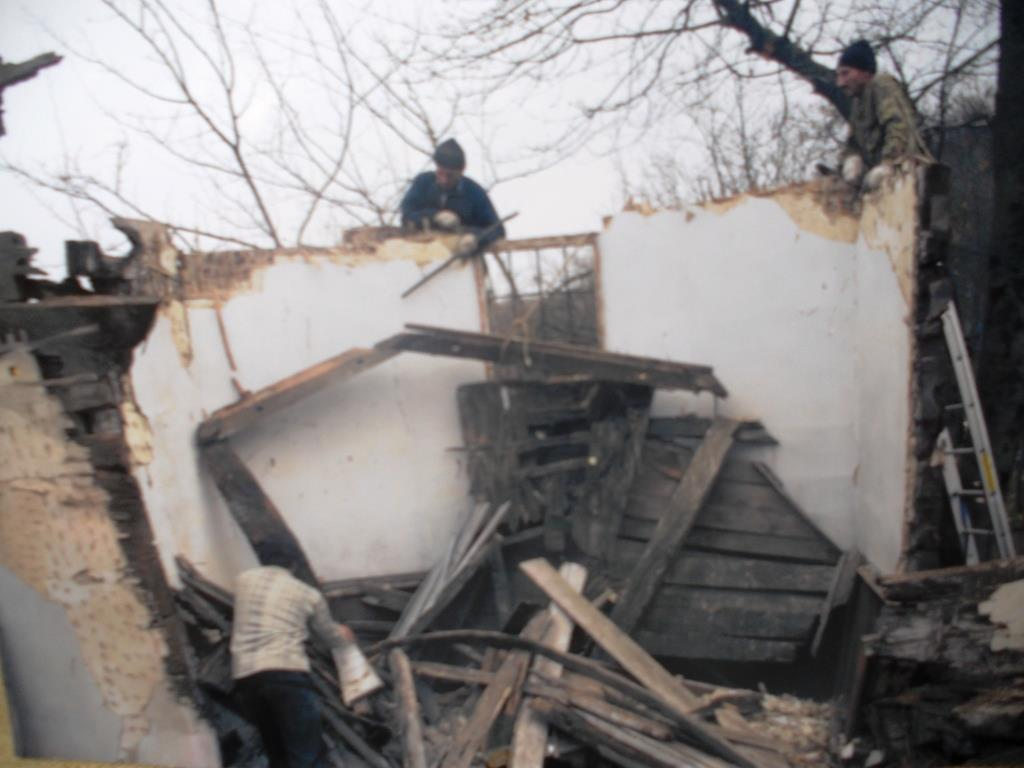
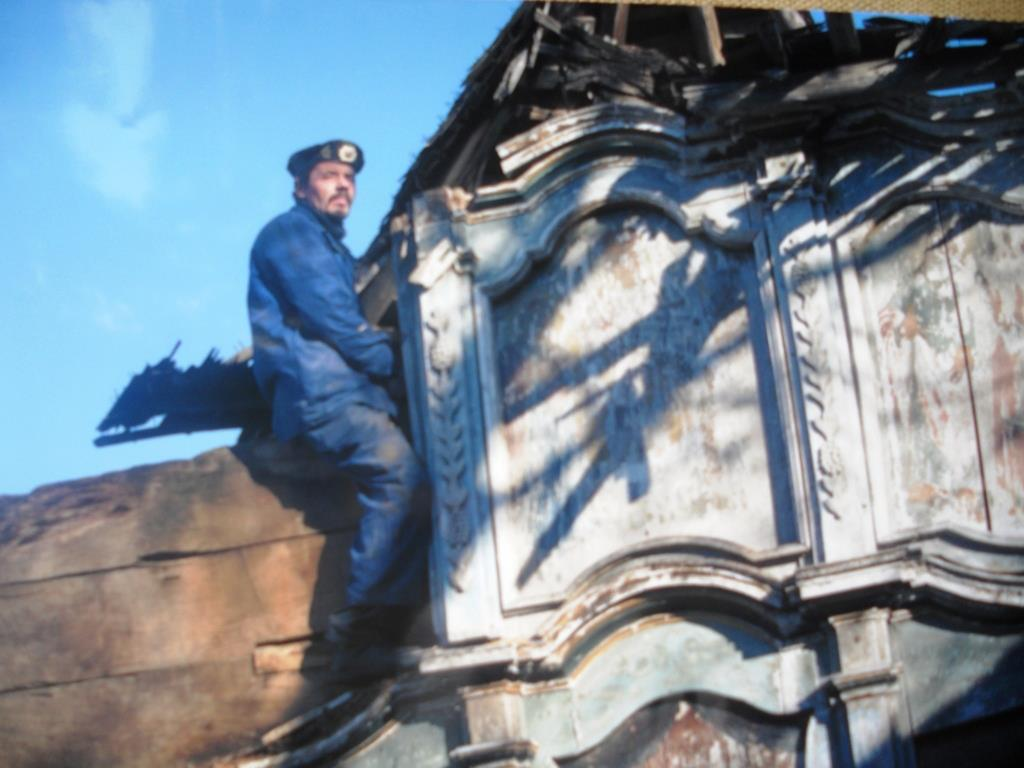
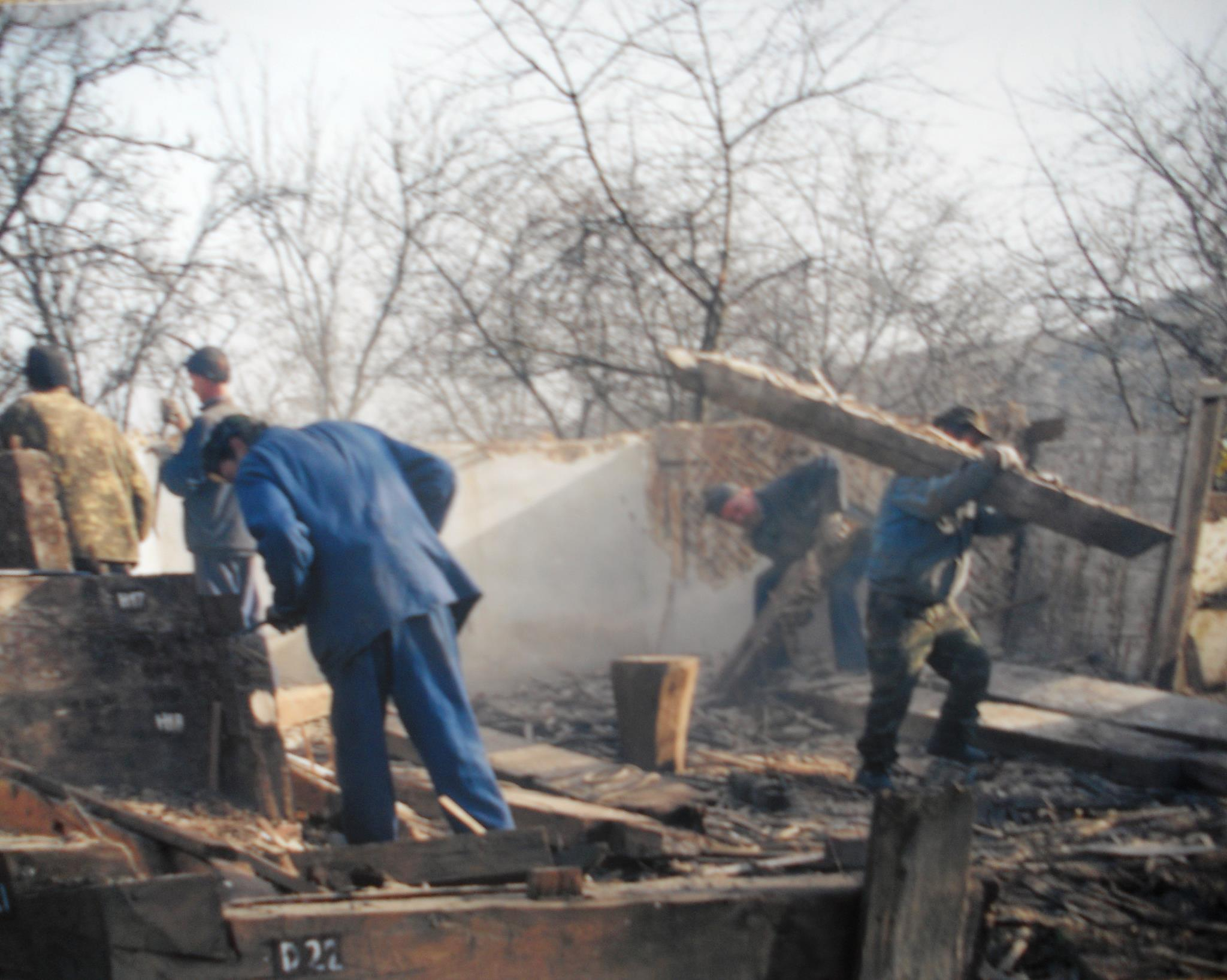
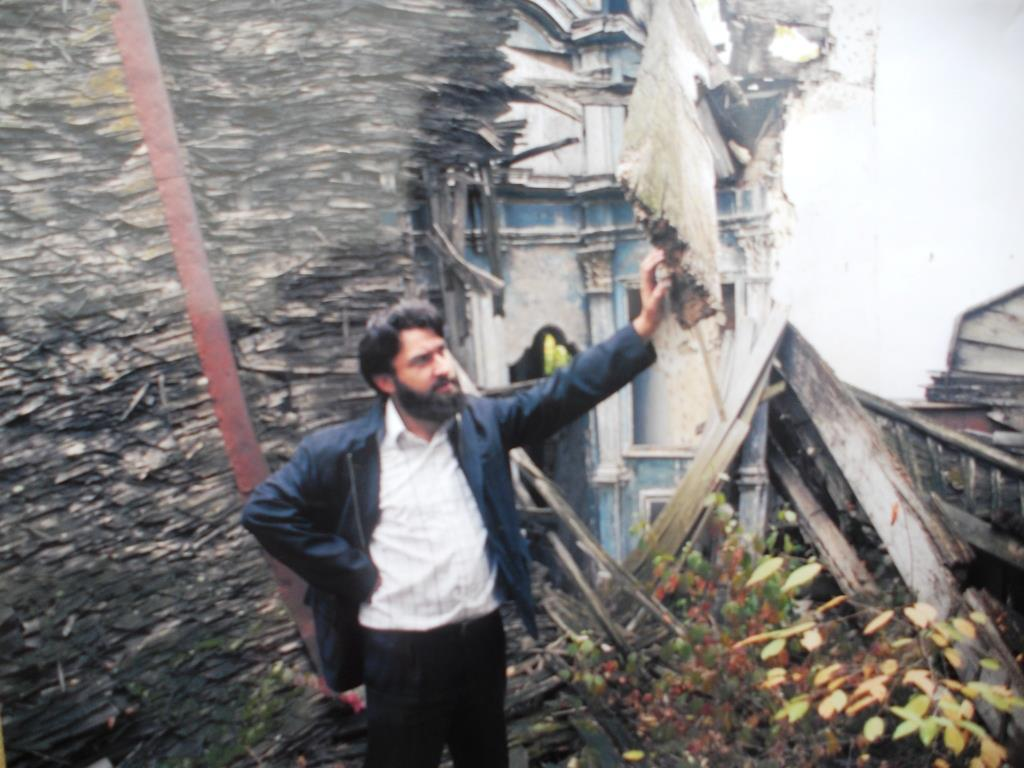

### Восстановление

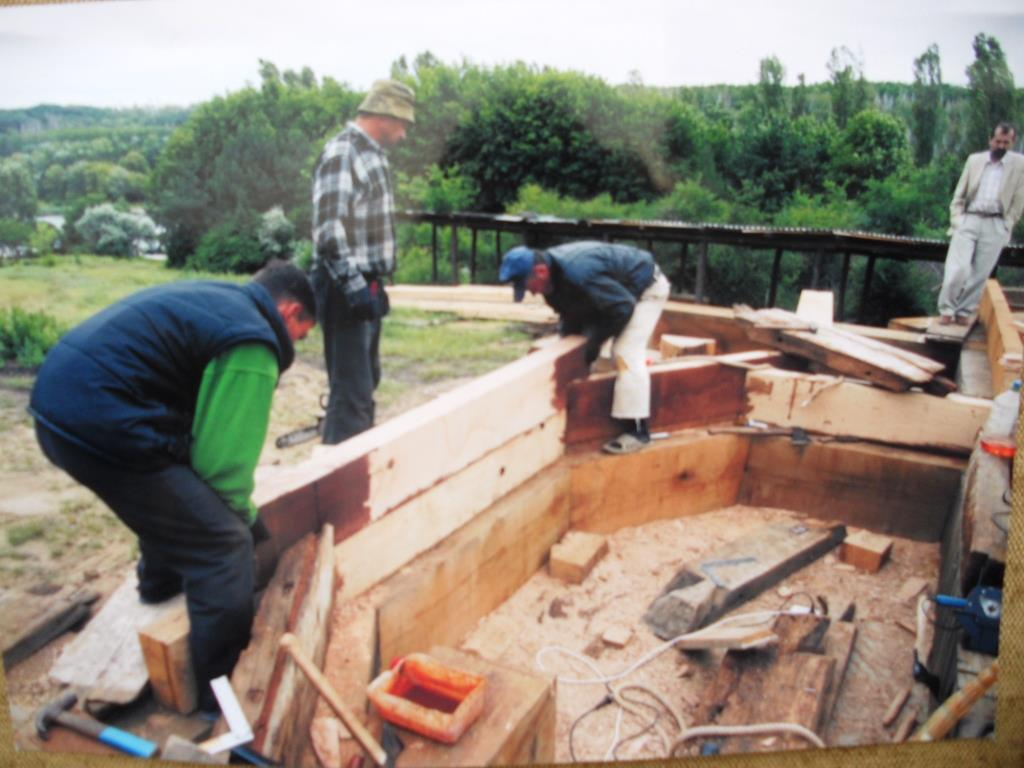
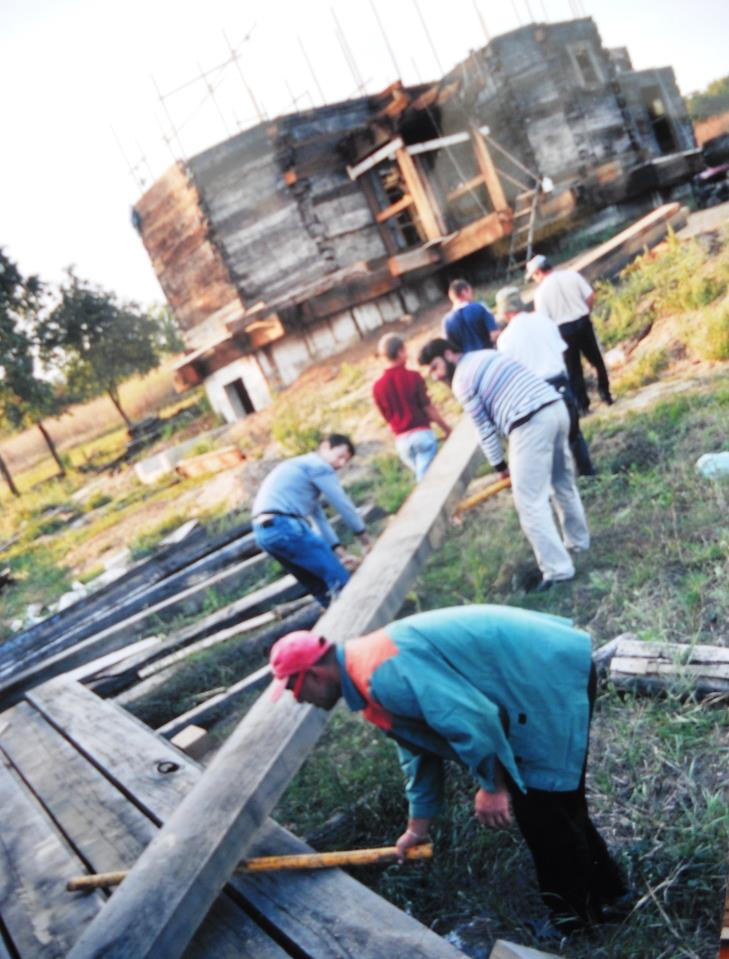
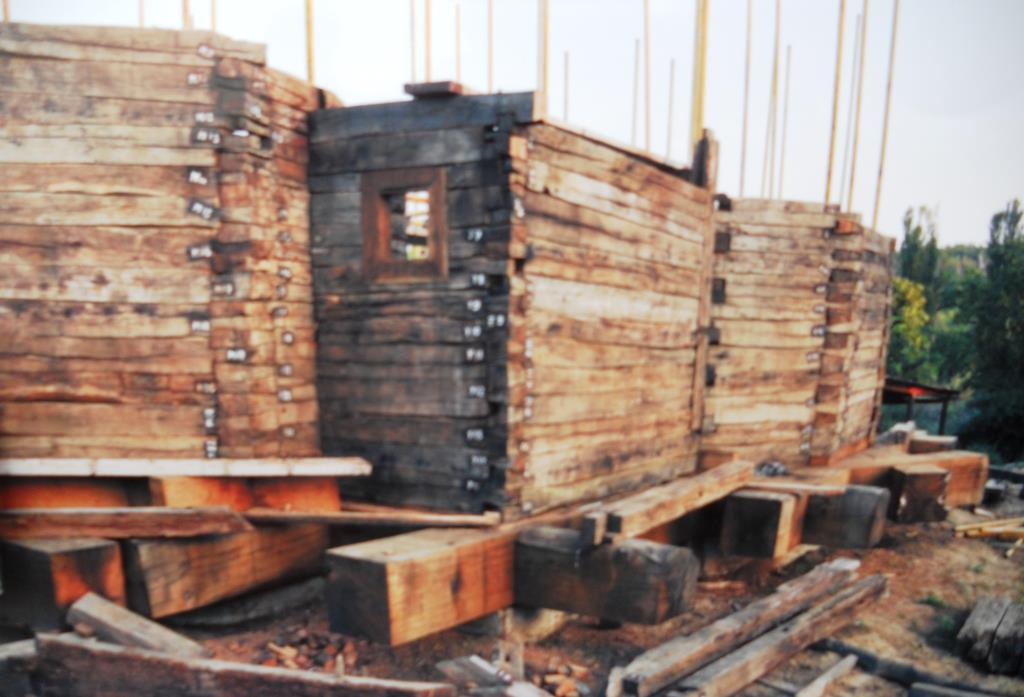
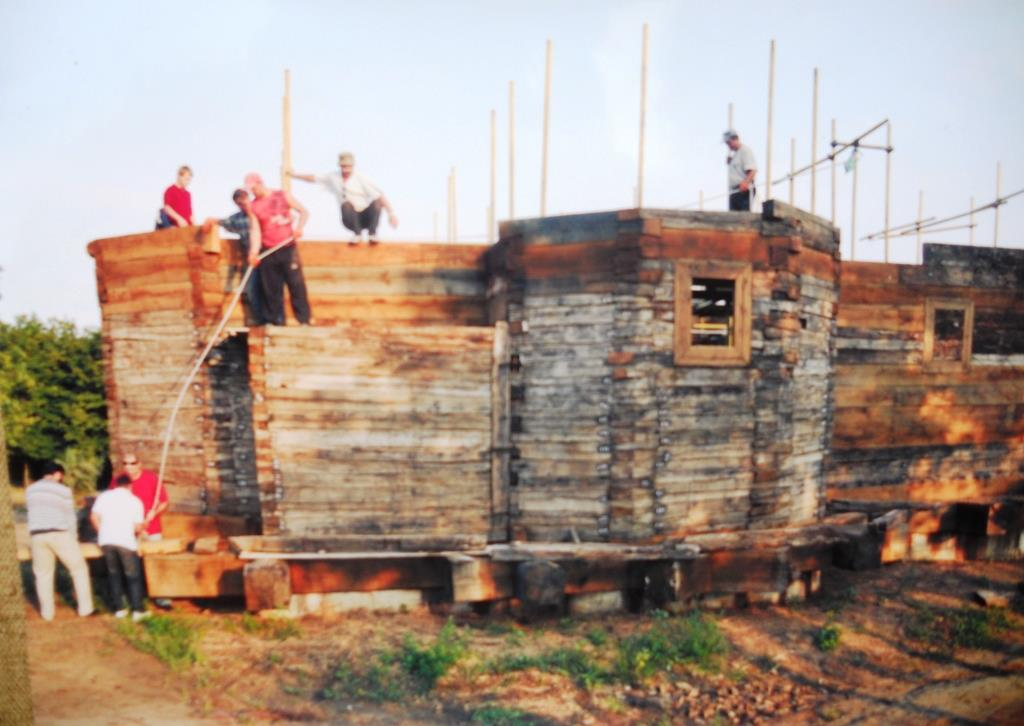
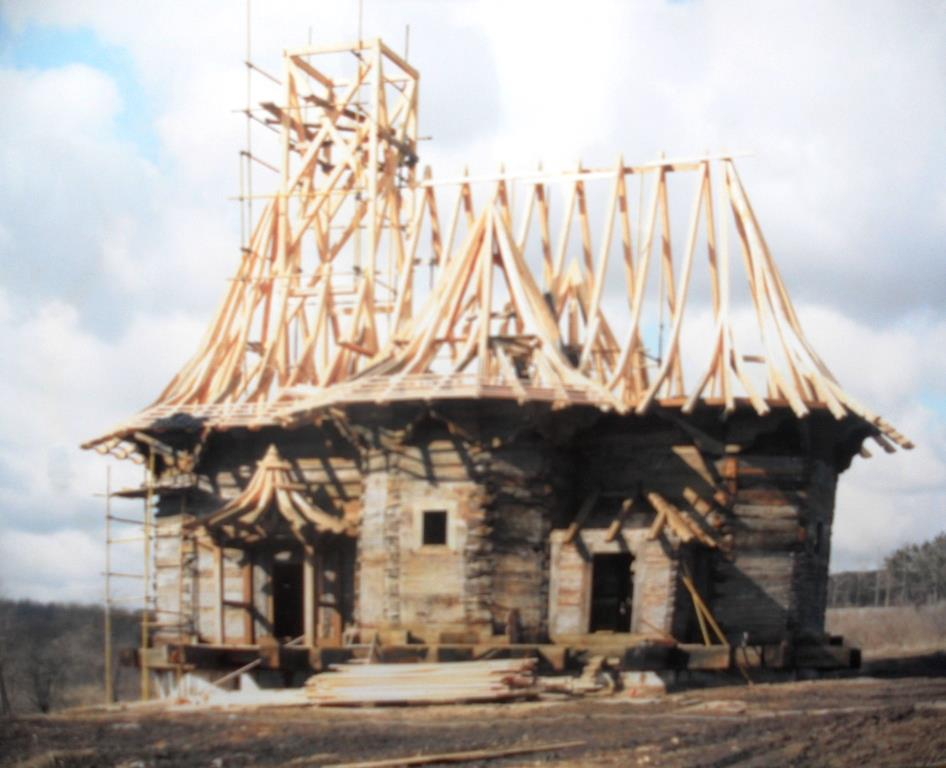

### Церемония освящения

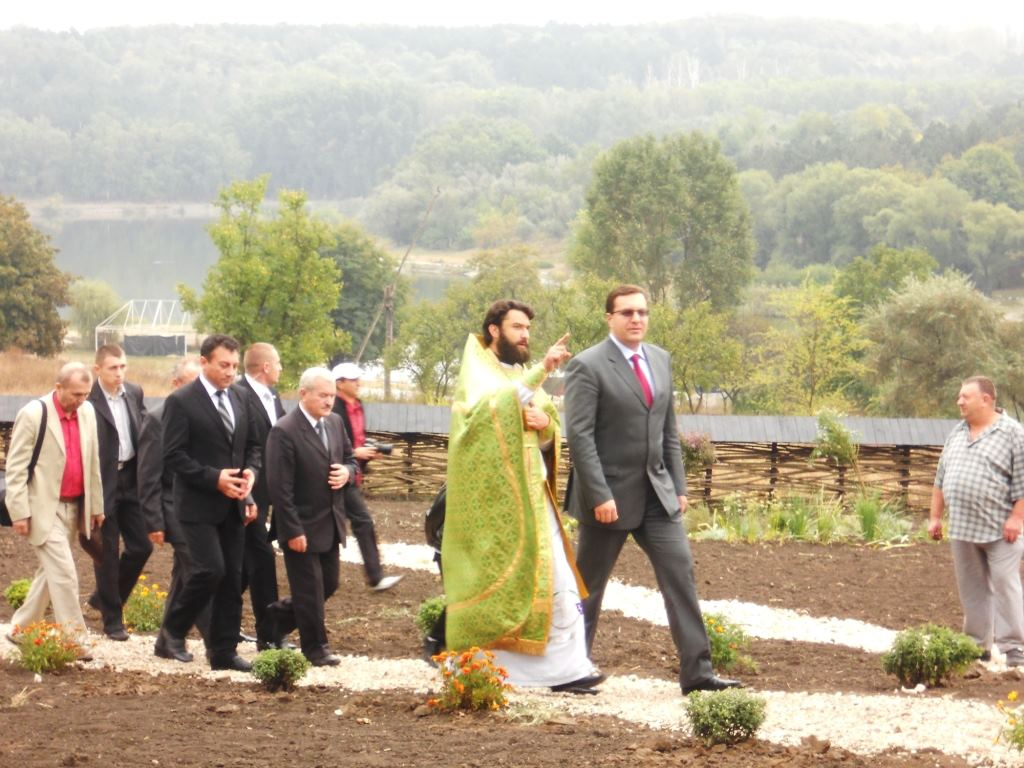
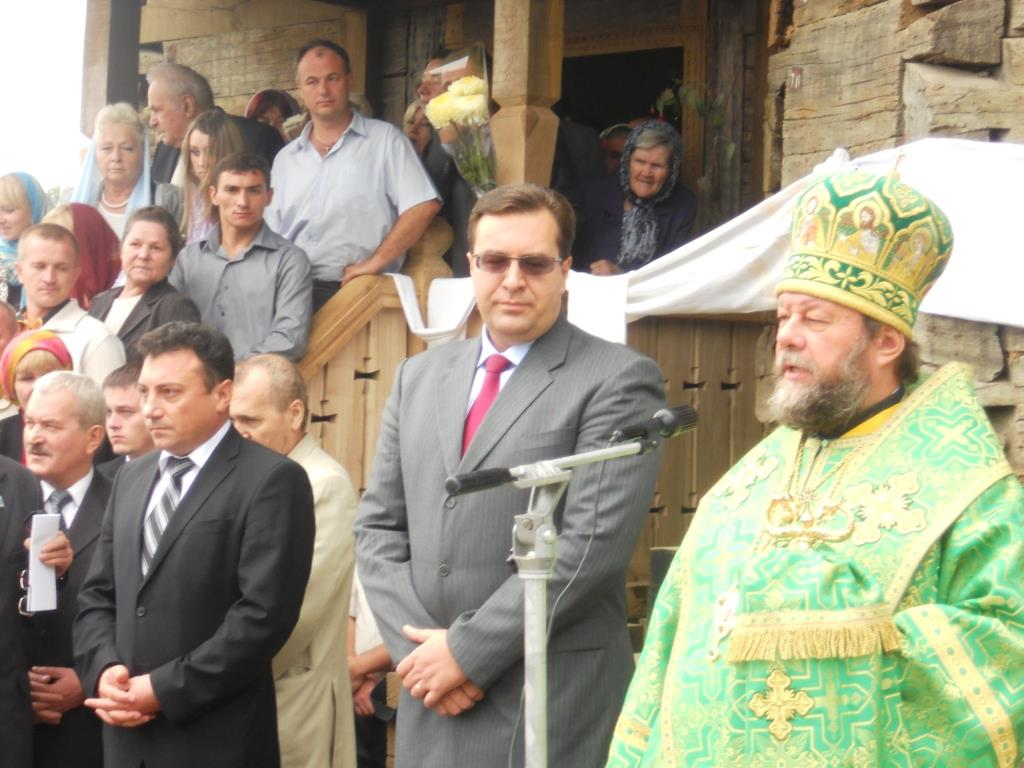
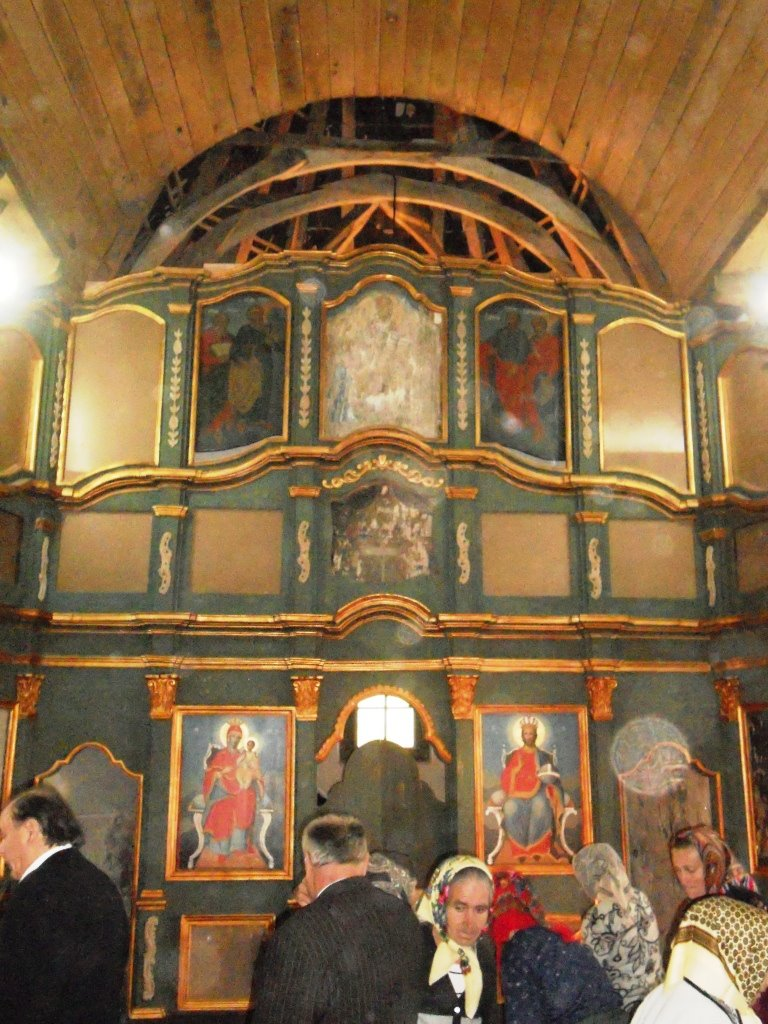
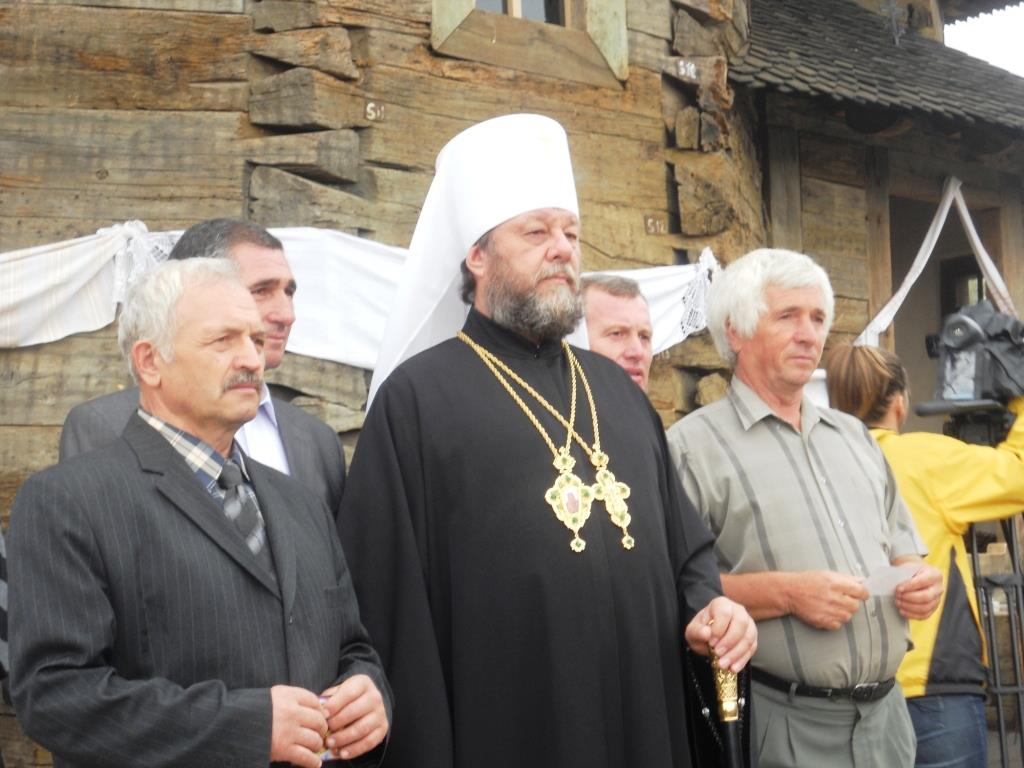
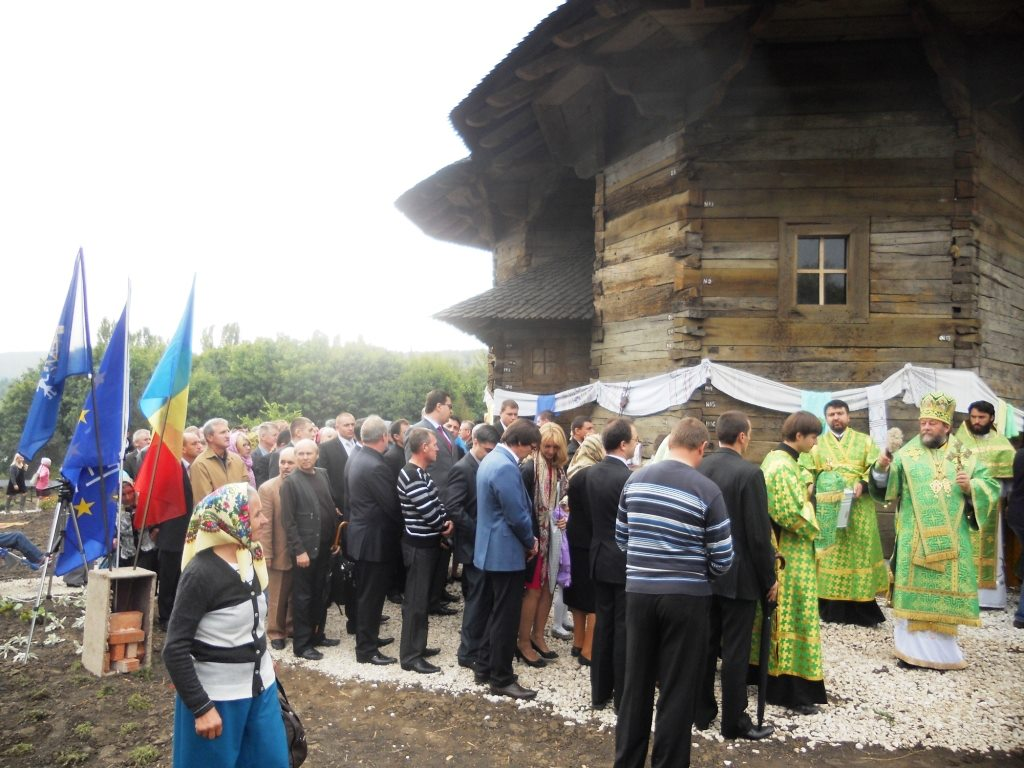

### Церковь сегодня

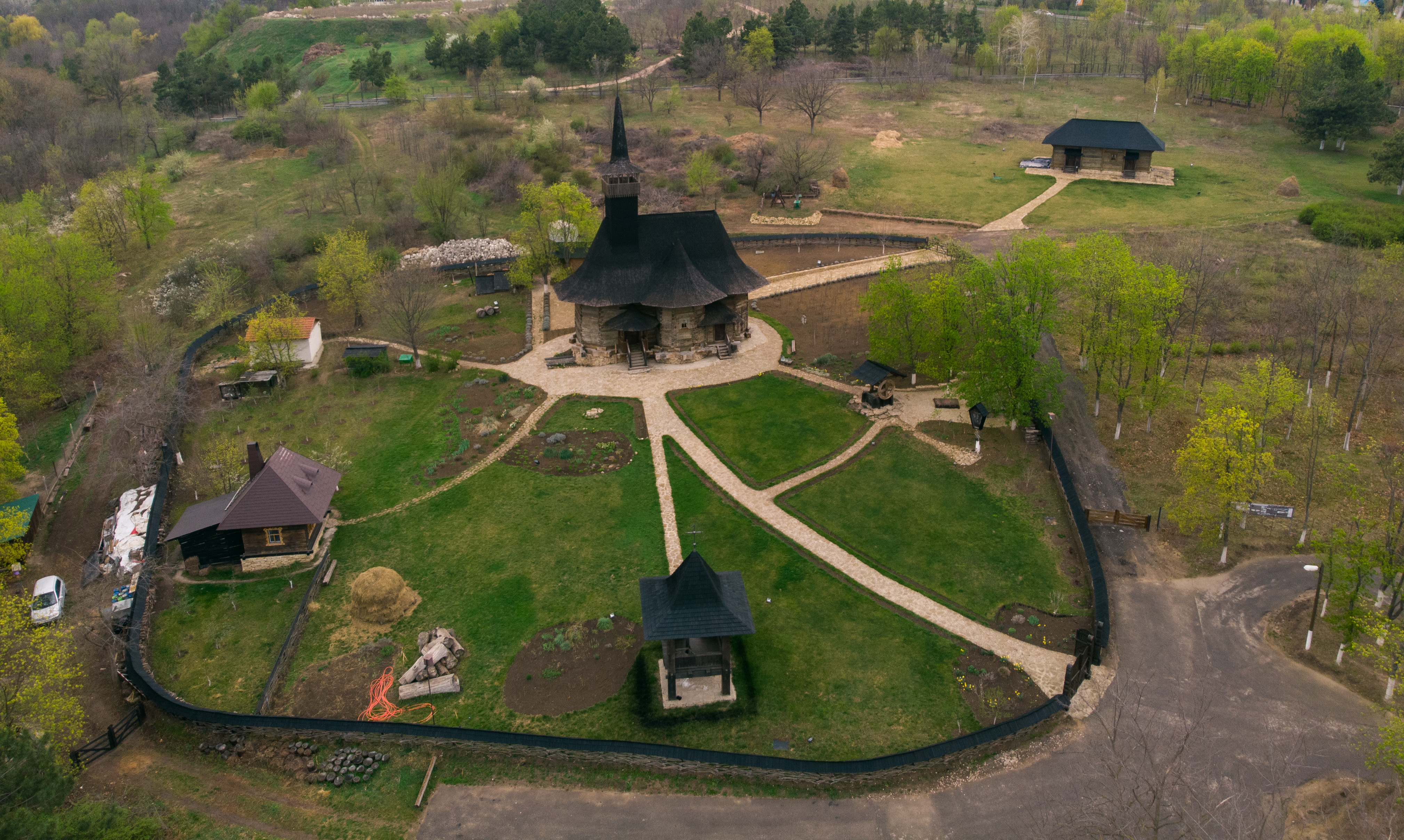
Вид сверху
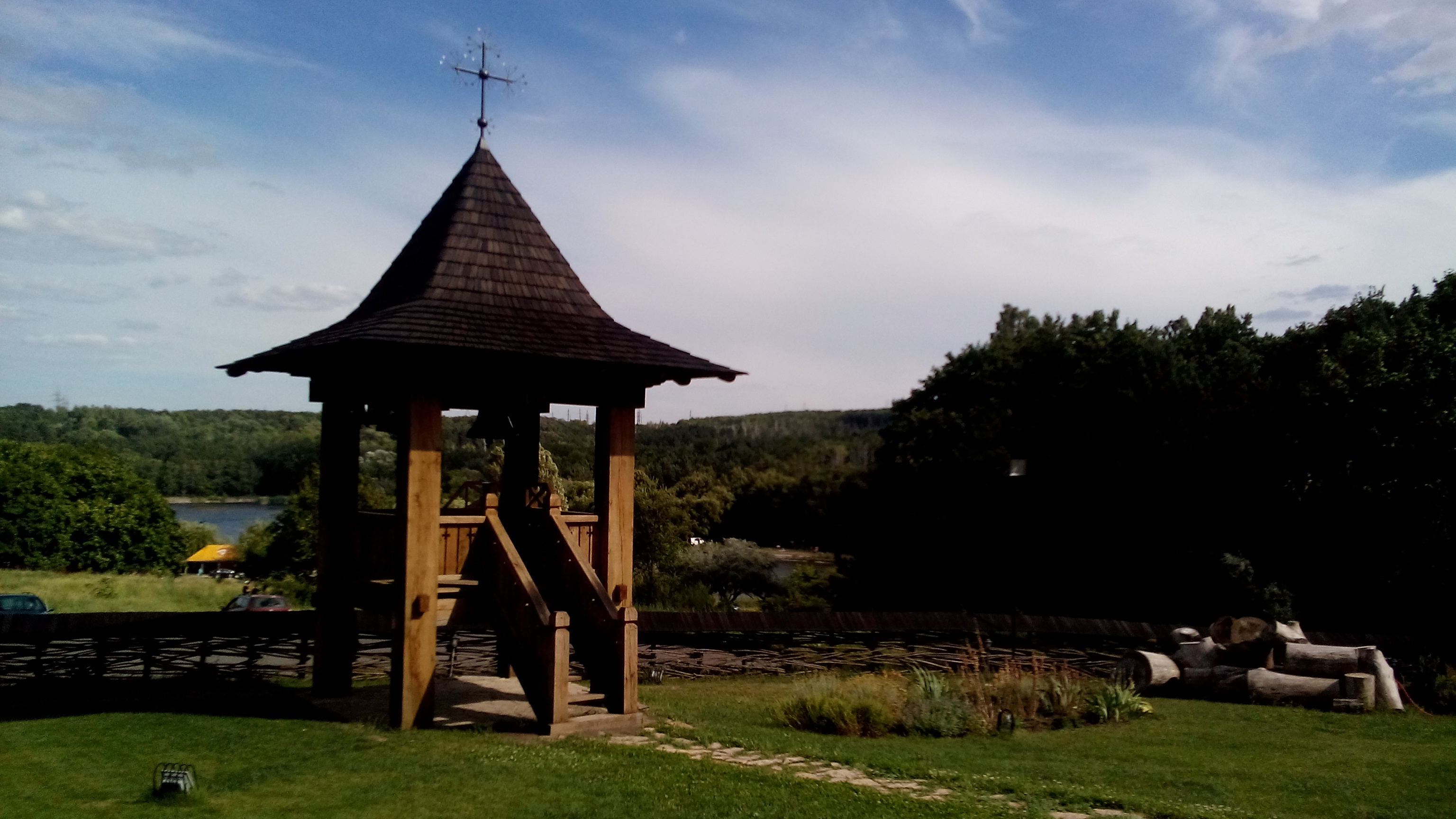
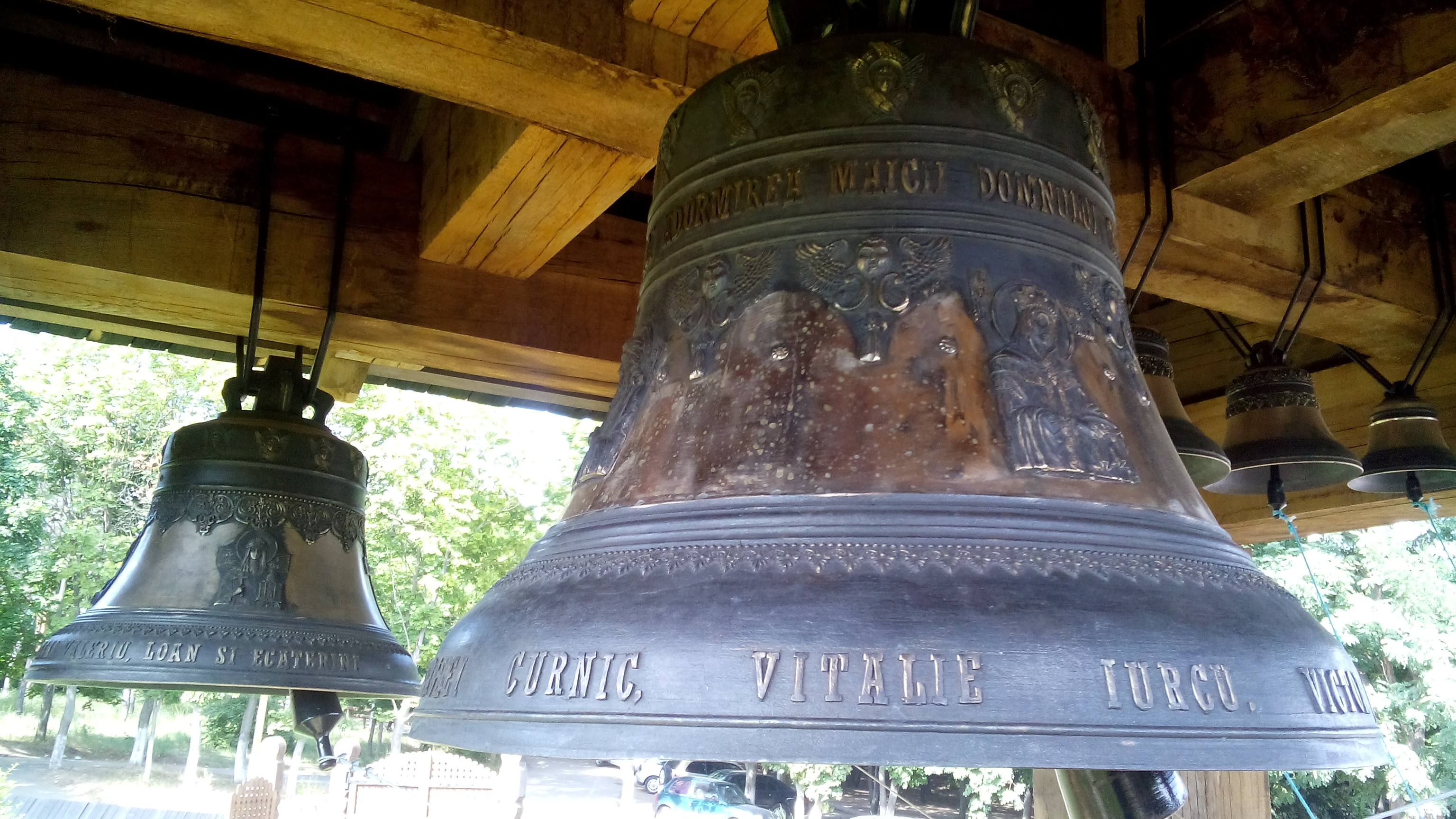
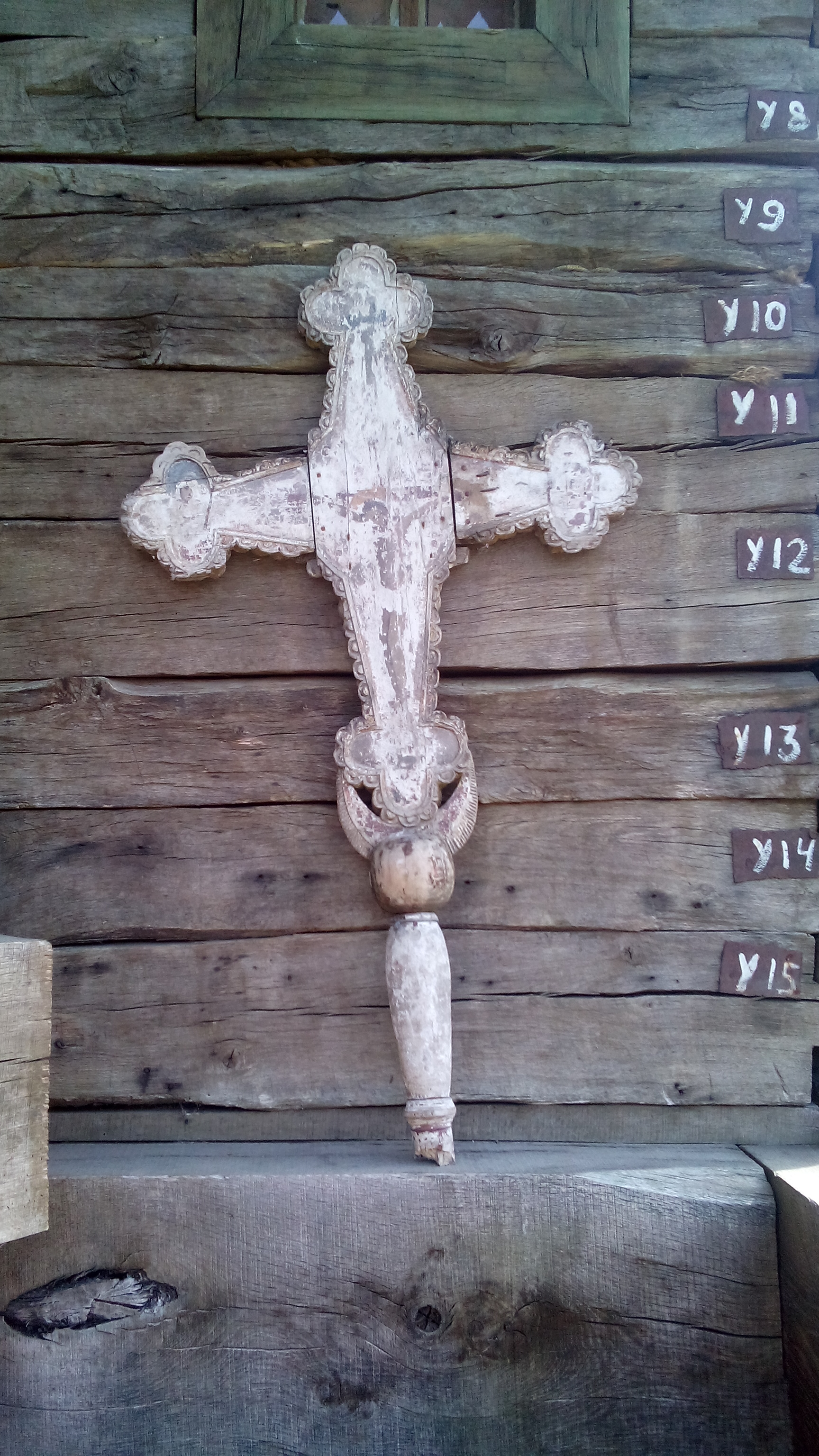
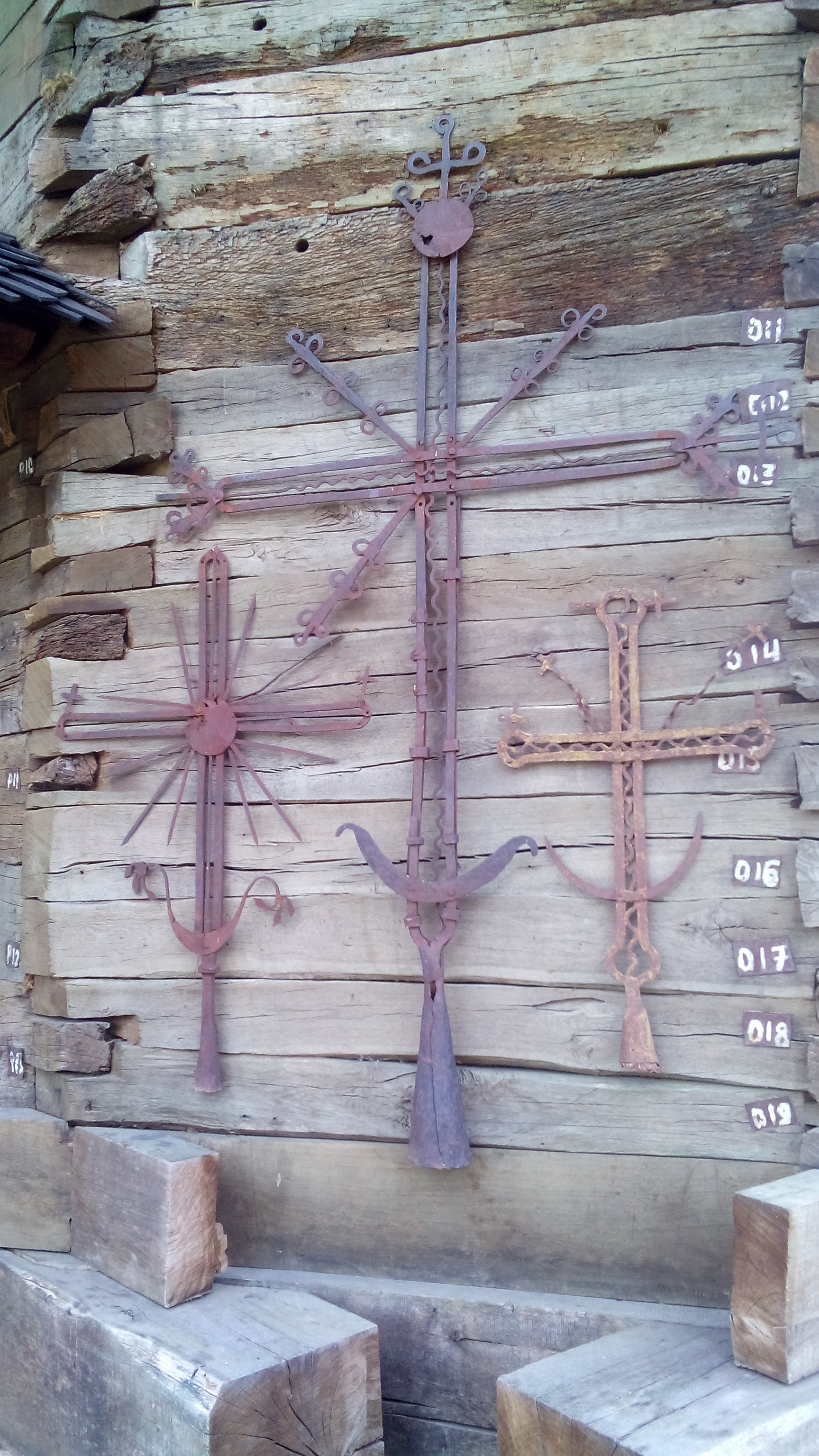
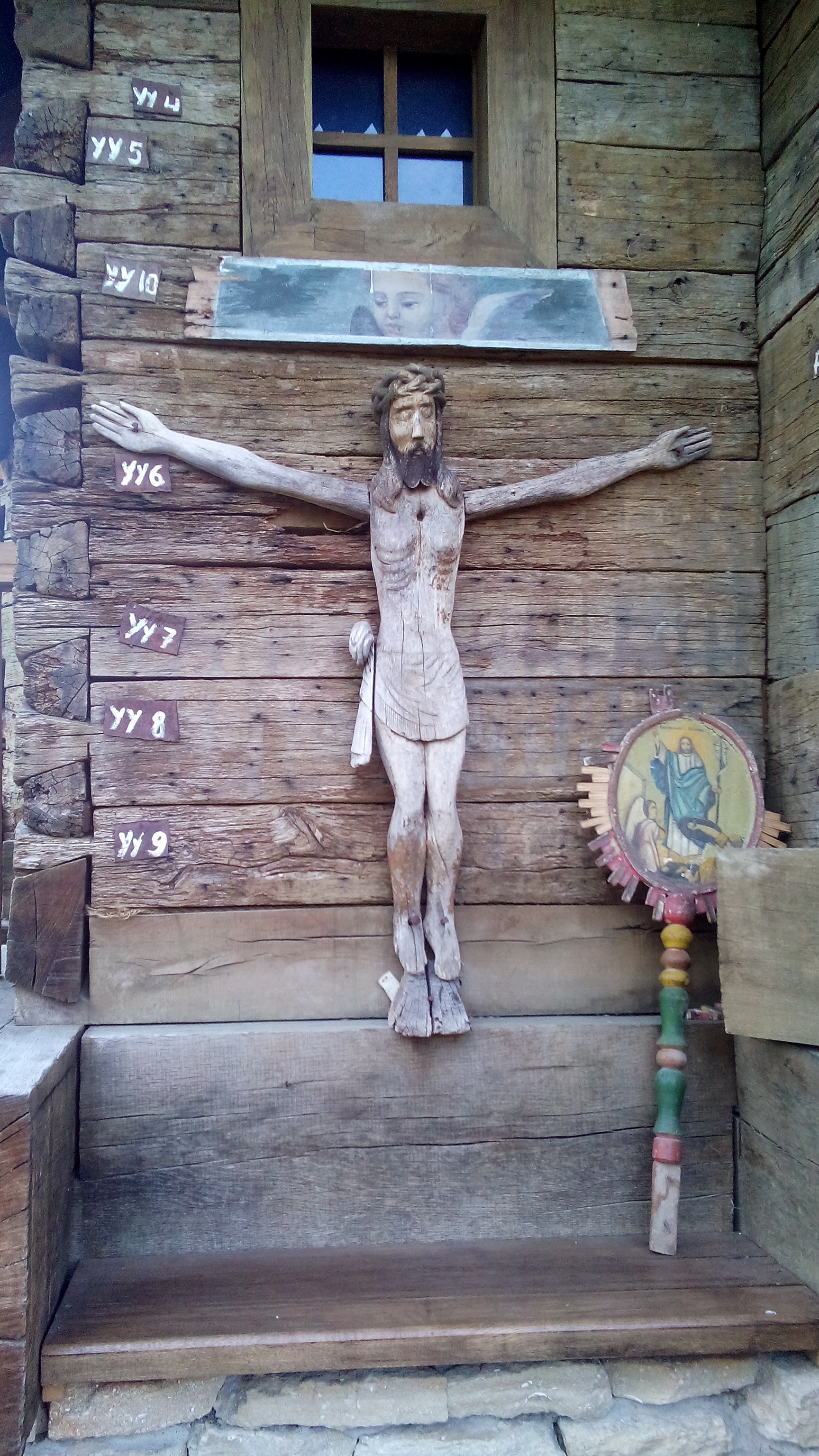
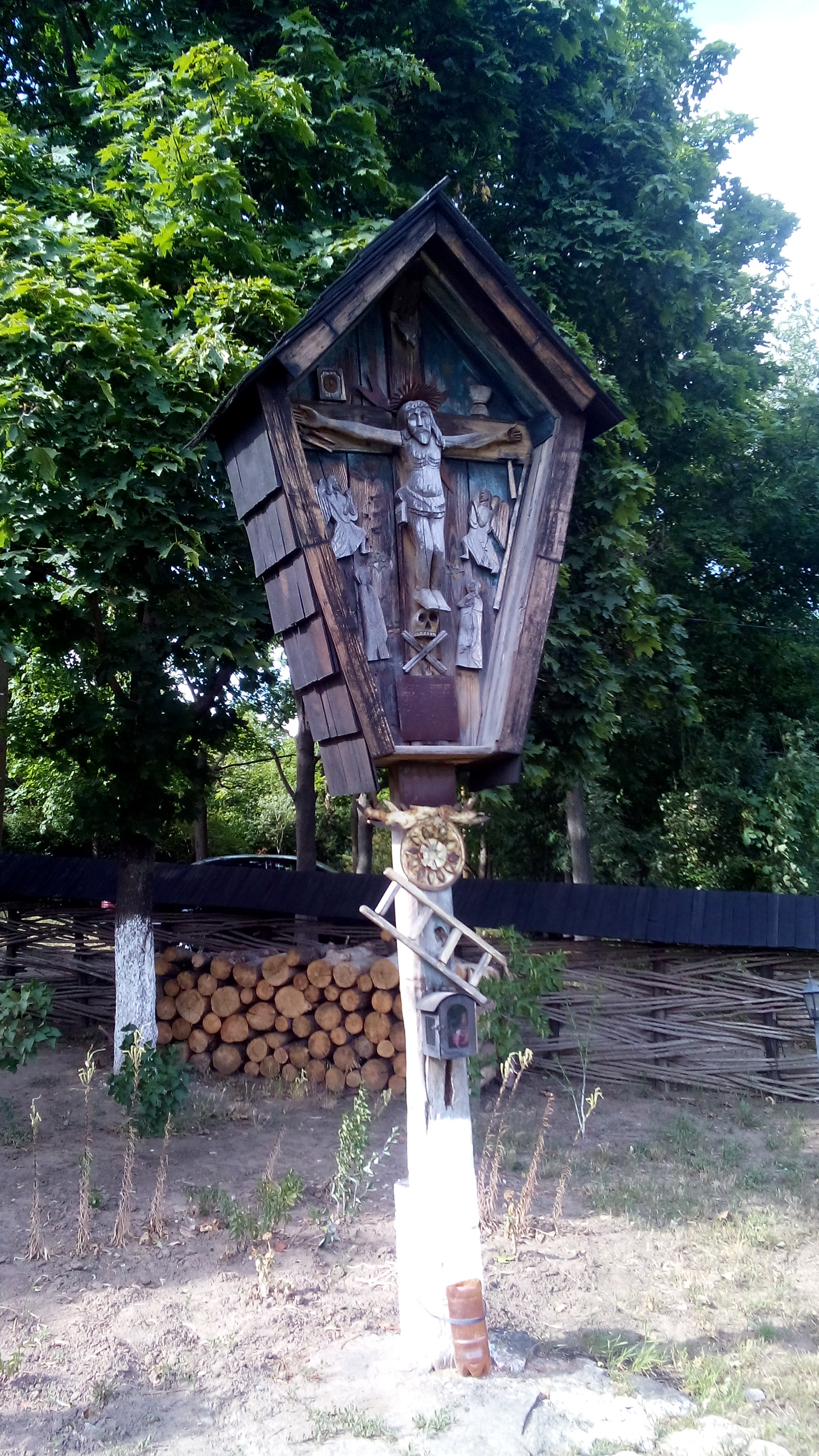
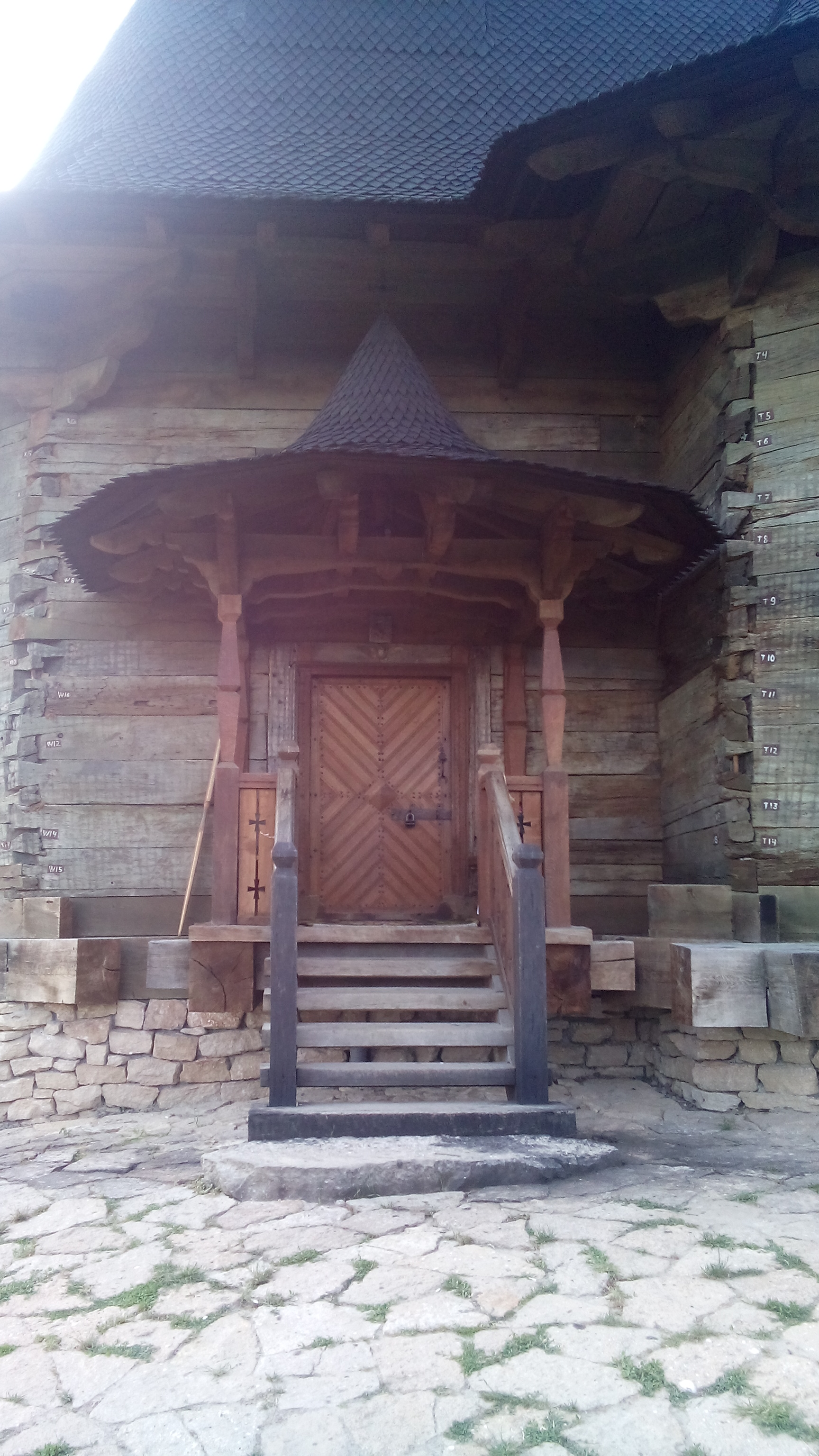
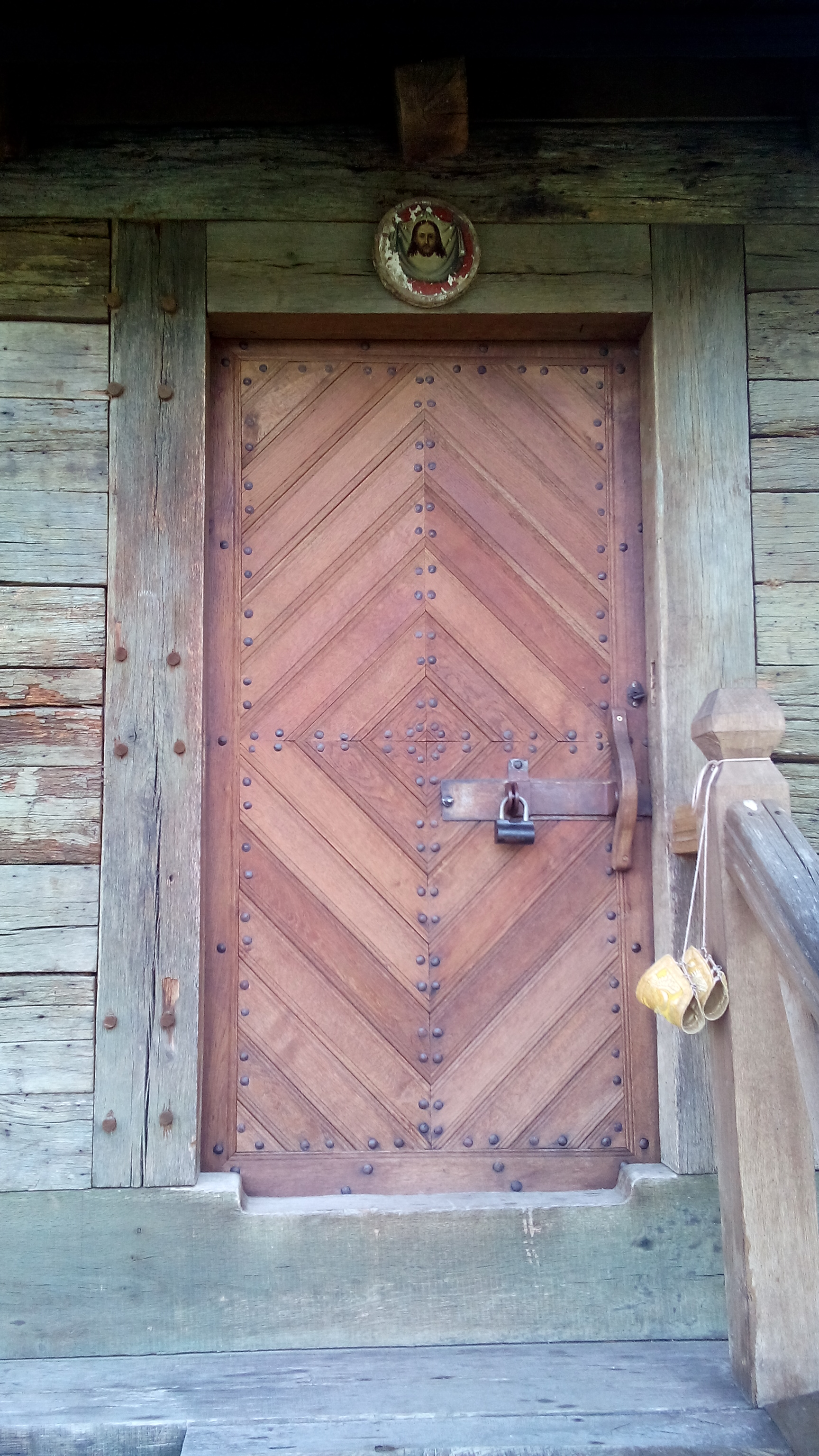
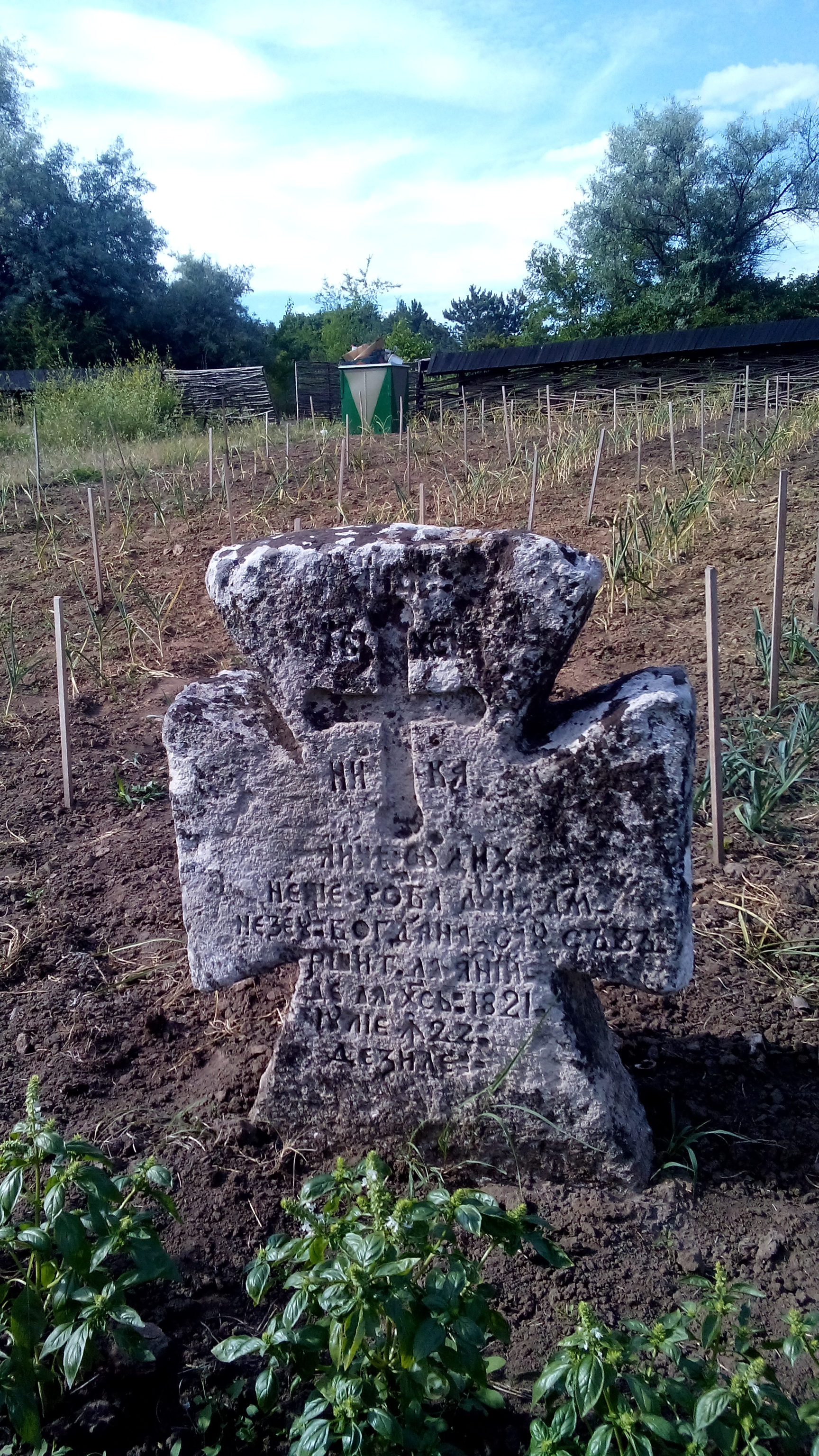